# UFC 40
UFC 40: Vendetta（ユーエフシー・フォーティ：ヴェンデッタ）は、アメリカ合衆国の総合格闘技団体「UFC」の大会の一つ。2002年11月22日、ネバダ州ラスベガスのMGMグランド・ガーデン・アリーナで開催された。

## 大会概要
メインイベントのUFC世界ライトヘビー級タイトルマッチでは、王者ティト・オーティズが挑戦者ケン・シャムロックを降し、5度目の王座防衛に成功した。
UFC世界ウェルター級タイトルマッチでは、王者マット・ヒューズが挑戦者ギル・カスティーリョと対戦し偶発的なバッティングによる続行不能で、3度目の王座防衛に成功した。
ケン・シャムロックが1996年（Ultimate Ultimate 1996）以来のUFC復帰を果たした。

## UFC 40の成功と意義
本大会は、ズッファにとって極めて重要な大会となった。本大会の入場料収益は154万ドルを記録して、それまでのUFCの最高入場料収益を2倍近く上回り当時の入場料収益記録となったが、UFCが投資が膨らみ赤字運営で売却される瀬戸際だったため、この結果はズッファにとって今後に希望を抱かせた。
また、ティト・オーティズとケン・シャムロックの試合は、ESPNやUSAトゥデイなどの大手メディアからも注目を集めたが、当時の総合格闘技では前例のないことだった。UFC代表のダナ・ホワイトは「UFC 40がこれほど良い成績を収められたのは、ケン・シャムロックのおかげであり、誰もが彼が誰であるかを知っていたからである」と、本大会が成功したのはシャムロックのプロモーションの功績だとシャムロックを称賛した。
長年UFCでレフェリーを務めたジョン・マッカーシーも、「UFCは何年にもわたって、さまざまなことが起こっていたが、全てが常に暗いように見えた。これで終わりだ、これが最後になるだろう、今年が最後の年になる、ってね。でもUFC 40で、オーティズとシャムロックの試合でオクタゴンに立った時、周りを見回したことを覚えてるんだ。あの試合のエネルギーは驚異的で、正直初めて『（UFCは）うまくいく』と思ったね」と、本大会が総合格闘技というスポーツがアメリカで生き残れるかの分岐点になったと感じたと語っている。
オクタゴンアナウンサーのブルース・バッファーも、本大会のオーティズとシャムロックの試合は自身が見た最も素晴らしい試合の一つであり、本大会の観客たちから感じたエネルギーは最も感動した経験の一つだと、この後に何度も語っている。

## 試合結果

### プレリミナリィカード
第1試合 ミドル級 5分3R
○  フィリップ・ミラー vs.  マーク・ウィアー ×
2R 4:50 チョークスリーパー
第2試合 ヘビー級 5分3R
○  ウラジミール・マティシェンコ vs.  トラビス・ビュー ×
1R 4:10 TKO（ギブアップ：パウンド）
第3試合 ヘビー級 5分3R
○  アンドレイ・アルロフスキー vs.  イアン・フリーマン ×
1R 1:25 TKO（レフェリーストップ：スタンドパンチ連打）

### メインカード
第4試合 ウェルター級 5分3R
○  ロビー・ローラー vs.  ティキ・ゴーセン ×
1R 1:29 TKO（レフェリーストップ：右フック→パウンド）
第5試合 ウェルター級 5分3R
○  カーロス・ニュートン vs.  ピート・スプラット ×
1R 1:45 チキンウィングアームロック
第6試合 UFC世界ウェルター級タイトルマッチ 5分5R
○  マット・ヒューズ vs.  ギル・カスティーリョ ×
1R終了時 TKO（ドクターストップ：左目上カット）
※ヒューズが王座の3度目の防衛に成功
第7試合 ライトヘビー級 5分3R
○  チャック・リデル vs.  レナート・ババル ×
1R 2:55 KO（左ハイキック）
第8試合 UFC世界ライトヘビー級タイトルマッチ 5分5R
○  ティト・オーティズ vs.  ケン・シャムロック ×
3R終了時 TKO（タオル投入）
※オーティズが王座の5度目の防衛に成功